# Собрал (микрорегион)
Собрал (порт. Microrregião de Sobral) — микрорегион в Бразилии, входит в штат Сеара. Составная часть мезорегиона Северо-запад штата Сеара. Население составляет 380 844 человека (на 2010 год). Площадь — 8 222,356 км². Плотность населения — 46,32 чел./км².

## Демография
Согласно сведениям, собранным в ходе переписи 2010 г. Национальным институтом географии и статистики (IBGE), население микрорегиона составляет:
| Полное население                             | Полное население                             | Полное население                             | Полное население                             | 380 844 |
| -------------------------------------------- | -------------------------------------------- | -------------------------------------------- | -------------------------------------------- | ------- |
| в том числе:                                 | Городское население                          | 281 377                                      | Процент городского населения, %              | 73,88   |
|                                              | Сельское население                           | 99 467                                       | Процент сельского населения, %               | 26,12   |
|                                              | Мужское население                            | 187 475                                      | Процент мужского населения, %                | 49,23   |
|                                              | Женское население                            | 193 369                                      | Процент женского населения, %                | 50,77   |
| Плотность населения, чел/км²                 | Плотность населения, чел/км²                 | Плотность населения, чел/км²                 | Плотность населения, чел/км²                 | 46,32   |
| Население микрорегиона в % к населению штата | Население микрорегиона в % к населению штата | Население микрорегиона в % к населению штата | Население микрорегиона в % к населению штата | 4,51    |

## Статистика
- Валовой внутренний продукт на 2003 составляет 1 363 862 209,00 реалов (данные: Бразильский институт географии и статистики).
- Валовой внутренний продукт на душу населения на 2003 составляет 3959,46 реалов (данные: Бразильский институт географии и статистики).
- Индекс развития человеческого потенциала на 2000 составляет 0,656 (данные: Программа развития ООН).

## Состав микрорегиона
В составе микрорегиона включены следующие муниципалитеты:
1. Карире
2. Форкилья
3. Граса
4. Гроаирас
5. Ираусуба
6. Масапе
7. Мираима
8. Мукамбу
9. Пакужа
10. Сантана-ду-Акарау
11. Сенадор-Са
12. Собрал